# Красносельское (сельское поселение, Удмуртия)
Красносельское — упразднённое муниципальное образование со статусом сельского поселения в составе Увинского района Удмуртии.
Административный центр — село Красное.
Образовано в 2005 году в результате реформы местного самоуправления.
Законом Удмуртской Республики от 17.05.2021 № 48-РЗ к 30 мая 2021 года упразднено в связи с преобразованием муниципального района в муниципальный округ.

## Географические данные
Находится на востоке района, граничит:
- на юго-западе с Петропавловским сельским поселением
- на западе с Нылгинским сельским поселением
- на севере с Кыйлудским сельским поселением
- на юге с Можгинским и Малопургинским районами
- на востоке с Завьяловским районом

По границам поселения протекают речки Сыя, Пойвай и Нырсевайка.

## Население
| 2010 | 2012 | 2013 | 2014 | 2015 | 2016 | 2017 |
| ---- | ---- | ---- | ---- | ---- | ---- | ---- |
| 813  | ↘784 | ↘778 | ↘739 | ↗740 | ↘729 | ↗730 |
| 2018 | 2019 | 2020 |      |      |      |      |
| ↗734 | ↘728 | ↘718 |      |      |      |      |

## Населенные пункты
| Название  | Тип населённого пункта       | Население 2007 год | Почтовый индекс | ОКАТО       |
| --------- | ---------------------------- | ------------------ | --------------- | ----------- |
| Красное   | Село, административный центр | 652                | 427245          | 94244815001 |
| Бинвирь   | Деревня                      | 3                  | 427245          | 94244815006 |
| Лучег     | Деревня                      | 12                 | 427245          | 94244815003 |
| Рябиновка | Деревня                      | 93                 | 427245          | 94244815004 |
| Турынгурт | Деревня                      | 81                 | 427245          | 94244815005 |

## Экономика
- ООО "Красный труженик"
- Филиал ООО «Удмуртнефть»

## Объекты социальной сферы
- МОУ «Красносельская средняя общеобразовательная школа»
- МДОУ «Красносельский детский сад»
- библиотека
- 3 фельдшерско-акушерских пункта
- клуб